# Těleso (algebra)
Těleso (angl. division ring) je algebraická struktura, na které jsou definovány dvě binární operace. Je rozšířením okruhu, oproti kterému navíc přináší existenci inverzního prvku pro obě binární operace (okruh vyžadoval existenci inverzního prvku jen pro operaci +).
Nejčastěji se tělesem rozumí komutativní těleso, ve kterém je operace násobení komutativní, případně takové těleso, u něhož není komutativita násobení podstatná či není známo, zda je násobení komutativní. To odpovídá tomu, že nejčastěji uvažovaná tělesa, totiž reálná čísla, racionální čísla a komplexní čísla, jsou všechna komutativní. Rovněž jsou podle Wedderburnovy věty komutativní i všechna konečná tělesa. Příkladem nekomutativního tělesa je těleso kvaternionů.

## Definice tělesa
Trojici {\displaystyle ({\mathcal {F}},+,\cdot )}, kde {\displaystyle {\mathcal {F}}} je množina a + (sčítání) a {\displaystyle \cdot } (násobení) jsou binární operace, nazveme tělesem, je-li {\displaystyle ({\mathcal {F}},+,\cdot )} okruh a platí-li navíc
- pro každé {\displaystyle x\in {\mathcal {F}}\setminus \{0\}} existuje {\displaystyle y\in {\mathcal {F}}} takové, že {\displaystyle x\cdot y=y\cdot x=1}, což značíme {\displaystyle y=x^{-1}}. Většinou se ještě požaduje, aby množina {\displaystyle {\mathcal {F}}} měla alespoň 2 prvky, neboli aby {\displaystyle 0\neq 1}.

Alternativní definice tělesa zní následovně: těleso je množina F s aspoň dvěma prvky 0,1 a s následujícími operacemi:
- sčítání, přičemž (F,+,-,0) je Abelova grupa (+ je komutativní),
- násobení, přičemž {\displaystyle (F\setminus \{0\},\cdot ,^{-1},1)} je grupa,

a navíc platí distributivní zákony mezi sčítáním a násobením, tj.
{\displaystyle a(b+c)=ab+ac}
{\displaystyle (b+c)a=ba+ca}
Nadtěleso tělesa {\displaystyle {\mathcal {F}}} je takové těleso, že {\displaystyle {\mathcal {F}}} je jeho podmnožinou.

## Příklady těles
- Množina racionálních čísel {\displaystyle \mathbb {Q} }
- Množina reálných čísel {\displaystyle \mathbb {R} } a její největší algebraické komutativní nadtěleso, množina komplexních čísel {\displaystyle \mathbb {C} }
- Kvaterniony, nekomutativní těleso, největší algebraické nadtěleso množiny reálných čísel {\displaystyle \mathbb {R} }
- Těleso (reálných) racionálních funkcí {\displaystyle \mathbb {R} (x)}
- Množina zbytkových tříd {\displaystyle \mathbb {Z} _{p}} pro každé prvočíslo {\displaystyle p}.
- Galoisova tělesa {\displaystyle \operatorname {GF} (p^{n})}